# Oxyothespis bifurcata
Oxyothespis bifurcata är en bönsyrseart som beskrevs av Johann Heinrich Kaltenbach 1982. Oxyothespis bifurcata ingår i släktet Oxyothespis och familjen Mantidae. Inga underarter finns listade i Catalogue of Life.